# 욕망의 낮과 밤
《욕망의 낮과 밤》(스페인어: ¡Átame!)은 1989년 제작된 스페인의 다크 로맨틱 코미디 영화이다. 페드로 알모도바르가 감독과 공동각본을 맡았다.

## 출연

### 주연
- 빅토리아 아브릴
- 안토니오 반데라스
- 롤스 레온

### 조연
- 줄리에타 세라노
- 마리아 바랑코
- 로시 드 팔마
- 프란시스코 라발
- 로라 카르도나
- 몬체 G. 로메우

## 기타
- 미술: 에스더 가르시아
- 의상: 조스 마리아 드 코시오